# Ronde van Luxemburg 2005
De Ronde van Luxemburg 2005 (Luxemburgs: Tour de Luxembourg 2005) werd gehouden van 2 juni tot en met 5 juni in Luxemburg, en maakte deel uit van de UCI Europe Tour 2005. Van de 99 gestarte renners bereikten 55 coureurs de eindstreep.

## Etappe-overzicht
| etappe | datum  | start       | finish      | afstand  | winnaar           | klassementsleider |
| ------ | ------ | ----------- | ----------- | -------- | ----------------- | ----------------- |
| 1e     | 2 juni | Luxemburg   | Mondorf     | 176.1 km | Eric Baumann      | Eric Baumann      |
| 2e     | 3 juni | Colmar-Berg | Leudelange  | 187.6 km | Alberto Ongarato  | Alberto Ongarato  |
| 3e     | 4 juni | Mersch      | Luxemburg   | 95.5 km  | Dario Frigo       | Alberto Ongarato  |
| 4e     | 4 juni | Bettembourg | Bettembourg | 10.8 km  | Fabian Cancellara | László Bodrogi    |
| 5e     | 5 juni | Wiltz       | Diekirch    | 155 km   | Bram Schmitz      | László Bodrogi    |

## Etappe-uitslagen

### 1e etappe
| Luxemburg – Mondorf-les-Bains (176.1 km) |                  |               |          |
| Plaats                                   | Naam             | Ploeg         | Tijd     |
| Winnaar                                  | Eric Baumann     | T-Mobile Team | 4u17'17" |
| 2                                        | Alberto Ongarato | Fassa Bortolo | z.t.     |
| 3                                        | Mathew Hayman    | Rabobank      | z.t.     |

| Algemeen klassement |                  |               |          |
| Plaats              | Naam             | Ploeg         | Tijd     |
| Gele trui           | Eric Baumann     | T-Mobile Team | 4u17'17" |
| 2                   | Alberto Ongarato | Fassa Bortolo | +00' 06" |
| 3                   | Mathew Hayman    | Rabobank      | +00' 08" |

### 2e etappe
| Colmar-Berg – Leudelange (187.6 km) |                  |                        |          |
| Plaats                              | Naam             | Ploeg                  | Tijd     |
| Winnaar                             | Alberto Ongarato | Fassa Bortolo          | 4u46'44" |
| 2                                   | Matteo Carrara   | Team Barloworld-Valsir | z.t.     |
| 3                                   | Sergej Ivanov    | T-Mobile Team          | z.t.     |

| Algemeen klassement |                  |               |          |
| Plaats              | Naam             | Ploeg         | Tijd     |
| Gele trui           | Alberto Ongarato | Fassa Bortolo | 9u03'45" |
| 2                   | Eric Baumann     | T-Mobile Team | +00' 06" |
| 3                   | Mathew Hayman    | Rabobank      | +00' 09" |

### 3e etappe
| Mersch – Luxemburg (95.5 km) |                  |               |          |
| Plaats                       | Naam             | Ploeg         | Tijd     |
| Winnaar                      | Dario Frigo      | Fassa Bortolo | 2u23'36" |
| 2                            | Alberto Ongarato | Fassa Bortolo | +00' 01" |
| 3                            | Kim Kirchen      | Fassa Bortolo | z.t.     |

| Algemeen klassement |                  |               |           |
| Plaats              | Naam             | Ploeg         | Tijd      |
| Gele trui           | Alberto Ongarato | Fassa Bortolo | 11u27'18" |
| 2                   | Eric Baumann     | T-Mobile Team | +00' 13"  |
| 3                   | Mathew Hayman    | Rabobank      | +00' 16"  |

### 4e etappe
| Bettembourg – Bettembourg (individuele tijdrit over 10.8 km) |                   |                     |          |
| Plaats                                                       | Naam              | Ploeg               | Tijd     |
| Winnaar                                                      | Fabian Cancellara | Fassa Bortolo       | 0u12'38" |
| 2                                                            | László Bodrogi    | Crédit Agricole     | +00' 13" |
| 3                                                            | Stefan Schumacher | Shimano-Memory Corp | +00' 14" |

| Algemeen klassement |                   |                 |           |
| Plaats              | Naam              | Ploeg           | Tijd      |
| Gele trui           | László Bodrogi    | Crédit Agricole | 11u40'32" |
| 2                   | Fabian Cancellara | Fassa Bortolo   | z.t.      |
| 3                   | Niels Scheuneman  | Rabobank        | +00' 21"  |

### 5e etappe
| Wiltz – Diekirch (155 km) |                  |               |          |
| Plaats                    | Naam             | Ploeg         | Tijd     |
| Winnaar                   | Bram Schmitz     | T-Mobile Team | 3u54'26" |
| 2                         | Jukka Vastaranta | Rabobank      | z.t.     |
| 3                         | Lorenzo Bernucci | Fassa Bortolo | z.t.     |

| Algemeen klassement |                   |                 |           |
| Plaats              | Naam              | Ploeg           | Tijd      |
| Gele trui           | László Bodrogi    | Crédit Agricole | 15u35'14" |
| 2                   | Fabian Cancellara | Fassa Bortolo   | z.t.      |
| 3                   | Jukka Vastaranta  | Rabobank        | +00' 08"  |

## Eindklassementen
| Plaats    | Naam              | Ploeg                   | Tijd      |
| --------- | ----------------- | ----------------------- | --------- |
| Gele trui | László Bodrogi    | Crédit Agricole         | 15u35'14" |
| 2         | Fabian Cancellara | Fassa Bortolo           | z.t.      |
| 3         | Jukka Vastaranta  | Rabobank                | +00' 08"  |
| 4         | Lorenzo Bernucci  | Fassa Bortolo           | +00' 10"  |
| 5         | Maxime Monfort    | Landbouwkrediet-Colnago | +00' 19"  |
| 6         | Niels Scheuneman  | Rabobank                | +00' 21"  |
| 7         | Christian Knees   | Team Wiesenhof          | +00' 22"  |
| 8         | Laurens ten Dam   | Shimano-Memory Corp     | +00' 25"  |
| 9         | Joeri Krivtsov    | Ag2r Prévoyance         | +00' 30"  |
| 10        | Johan Coenen      | MrBookmaker.com         | +00' 38"  |

| Plaats      | Naam             | Ploeg         | Punten |
| ----------- | ---------------- | ------------- | ------ |
| Blauwe trui | Alberto Ongarato | Fassa Bortolo | 52     |
| 2           | Dario Frigo      | Fassa Bortolo | 38     |
| 3           | Bram Schmitz     | T-Mobile Team | 31     |

| Plaats      | Naam          | Ploeg          | Punten |
| ----------- | ------------- | -------------- | ------ |
| Groene trui | David Kopp    | Team Wiesenhof | 29     |
| 2           | Bram Schmitz  | T-Mobile Team  | 22     |
| 3           | Stéphane Augé | Cofidis        | 15     |

| Plaats     | Naam              | Ploeg                   | Tijd      |
| ---------- | ----------------- | ----------------------- | --------- |
| Witte trui | Fabian Cancellara | Fassa Bortolo           | 15u35'14" |
| 2          | Jukka Vastaranta  | Rabobank                | +00' 08"  |
| 3          | Maxime Monfort    | Landbouwkrediet-Colnago | +00' 19"  |

| Plaats | Ploeg           | Tijd      |
| ------ | --------------- | --------- |
|        | Fassa Bortolo   | 46u45'20" |
| 2      | Rabobank        | +01' 39"  |
| 3      | MrBookmaker.com | +02' 30"  |

1935 · 
1936 · 
1937 · 
1938 · 
1939 · 
1940 · 
1941 · 
1942 · 
1943 · 
1944 · 
1945 · 
1946 · 
1947 · 
1948 · 
1949 · 
1950 · 
1951 · 
1952 · 
1953 · 
1954 · 
1955 · 
1956 · 
1957 · 
1958 · 
1959 · 
1960 · 
1961 · 
1962 · 
1963 · 
1964 · 
1965 · 
1966 · 
1967 · 
1968 · 
1969 · 
1970 · 
1971 · 
1972 · 
1973 · 
1974 · 
1975 · 
1976 · 
1977 · 
1978 · 
1979 · 
1980 · 
1981 · 
1982 · 
1983 · 
1984 · 
1985 · 
1986 · 
1987 · 
1988 · 
1989 · 
1990 · 
1991 · 
1992 · 
1993 · 
1994 · 
1995 · 
1996 · 
1997 · 
1998 · 
1999 · 
2000 · 
2001 · 
2002 · 
2003 · 
2004 · 
2005 · 
2006 · 
2007 · 
2008 · 
2009 · 
2010 · 
2011 · 
2012 · 
2013 · 
2014 ·
2015 ·
2016 ·
2017 ·
2018 ·
2019 ·
2020 ·
2021 · 2022 · 2023 · 2024